# Llista d'ocells amb presència accidental al Solsonès
Aquesta llista d'ocells amb presència accidental al Solsonès inclou informació sobre les espècies d'ocells migratoris de les quals s'ha detectat la seva presència accidental a la comarca en el decurs de la seva migració prenupcial o postnupcial. Presència, però, que cal considerar extraordinària atès que no forma part de la ruta habitual de l'espècie.

## Agró blanc
L'agró blanc (dit també martinet blanc) és una espècie que està experimentat un augment notable de les seves poblacions des de la segona meitat del segle xx. Així, a la península Ibèrica es va reproduir per primera vegada el 1997 al delta de l'Ebre, lloc on la població hivernant va passar de 10 exemplars el 1997 als 131 el 2002. Al mateix temps, a Catalunya fins als anys vuitanta va ser una espècie rara com a hivernant i un ocell de pas amb molt poques localitzacions.
Al Solsonès no es troba cap citació de l'espècie fins als anys noranta. De llavors ençà s'han realitzat dues observacions, ambdues al pantà de Sant Ponç. La primera, 3 exemplars que es van parar damunt la presa el setembre del 1990 i la segona, 1 exemplars que es va observar el novembre de 2007

## Ànec mandarí
Al Solsonès s'ha observat només en una ocasió (una parella a l'embassament de la Llosa del Cavall el 19 i el 21 de gener de 2006). Val a dir que es va preguntar a les masies de la zona que tenien aus de corral si havien tingut ànecs mandarins, amb resultats negatius.

## Ànec negre
L'ànec negre hiverna a la regió mediterrània, tot i que en petit nombre i sempre dins del mar. A Catalunya és un hivernant regular, però localitzat en unes poques àrees litorals.
Al Solsonès només hi ha una observació d'un únic exemplar feta el 20 de novembre de 1990 a Sant Ponç. Aquesta cita és excepcional en l'àmbit peninsular, ja que pràcticament no hi ha dades referides a l'interior.

## Cigne mut
Al Solsonès només s'ha recollit una observació corresponent a un exemplar al pantà de Sant Ponç el febrer del 96. No obstant això, la seva reproducció a l'estany de Graugés (Berguedà) fa pensar que en un futur no gaire llunyà es pugui tornar a veure.

## Esplugabous
L'esplugabous és una espècie que durant el segle xx va tenir una expansió espectacular. A Europa només es troba a la regió mediterrània, amb la major part de la població a la península Ibèrica, on encara es troba en clara expansió.
A Catalunya nidifica a poques localitats i a l'hivern es distribueix per diverses zones humides i planes agrícoles.
Al Solsonès es disposa únicament d'unes poques cites, principalment al pantà de Sant Ponç, on un exemplar va fer estada del 4 al 20 d'agost de 1993 i un altre exemplar va ser vist l'11 d'abril de 1997. També s'ha detectat en altres ambients, com per exemple un exemplar en un ramat de xais de Vallmanya el desembre de 2005 i un altre exemplar vist el 5 i el 18 d'abril de 2008 al riu Negre, prop de Solsona.

## Falciot pàl·lid
El falciot pàl·lid és una espècie estival que cria principalment a les ribes del mar Mediterrani, on presenta una situació estable. Fins i tot, a Catalunya sembla que ha experimentat una expansió en els darrers 20 anys.
Al Solsonès s'ha detectat tan sols en una ocasió a Clariana, el 19 de setembre de 1984. No obstant això, probablement es pugui veure en pas de forma esporàdica, però la semblança amb el falciot negre i el fet que pugui migrar-hi conjuntament, fa que passi desapercebut. En general, però, arriba més d'hora (cap el març) i se'n va més tard (de setembre a novembre)que el seu congènere. De tota manera, la manca de cites a les comarques properes fa pensar que la seva presència a la comarca sigui ocasional.